# Ptychomitrium fauriei
Ptychomitrium fauriei är en bladmossart som beskrevs av Bescherelle 1898. Ptychomitrium fauriei ingår i släktet atlantmossor, och familjen Ptychomitriaceae. Inga underarter finns listade i Catalogue of Life.